# International Rally Zlatni 1992
Rajd Bułgarii 1992 (23. International Rally Zlatni) – 23. edycja rajdu samochodowego Rajd Bułgarii rozgrywanego w Bułgarii. Rozgrywany był od 9 do 10 maja 1992 roku. Była to czternasta runda Rajdowych Mistrzostw Europy w roku 1992 (rajd miał najwyższy współczynnik – 20) oraz druga runda Rajdowych Mistrzostw Bułgarii.

## Klasyfikacja rajdu
| Miejsce                      | Kierowca                     | Pilot                        | Samochód                     | Czas                         | Strata                       |                              |
| Klasyfikacja generalna i ERC | Klasyfikacja generalna i ERC | Klasyfikacja generalna i ERC | Klasyfikacja generalna i ERC | Klasyfikacja generalna i ERC | Klasyfikacja generalna i ERC | Klasyfikacja generalna i ERC |
| ---------------------------- | ---------------------------- | ---------------------------- | ---------------------------- | ---------------------------- | ---------------------------- | ---------------------------- |
| 1.                           | Erwin Weber                  | Manfred Hiemer               | Mitsubishi Galant VR-4       | 3:06:21                      | 0.0                          |                              |
| 2.                           | Christoph Dirtl              | Jörg Pattermann              | Lancia Delta HF Integrale    | 3:12:26                      | +6:05                        |                              |
| 3.                           | Marian Bublewicz             | Grzegorz Gac                 | Ford Sierra RS Cosworth      | 3:16:28                      | +10:07                       |                              |
| 4.                           | László Ranga sen.            | Ernő Büki                    | Lancia Delta Integrale 16V   | 3:20:53                      | +14:32                       |                              |
| 5.                           | Georgi Petrow                | Ivan Tonev                   | Volkswagen Golf II GTi 16V   | 3:32:47                      | +26:26                       |                              |
| 6.                           | Viktor Shkolnyy              | Sergey Gogunov               | Lada Samara 21083            | 3:32:49                      | +26:28                       |                              |
| 7.                           | Tihomir Zlatkov              | Konstantza Tomova            | Lada VAZ 21074               | 3:35:12                      | +28:51                       |                              |
| 8.                           | Sergey Alyasov               | Aleksandr Levitan            | Lada Samara 21083            | 3:35:33                      | +29:12                       |                              |
| 9.                           | Svetoslav Dochkov            | Kalin Naidenov               | Nissan Sunny GTI-R           | 3:38:41                      | +32:20                       |                              |
| 10.                          | Aleksandr Artemenko          | Viktor Timkovskiy            | Lada Samara                  | 3:38:50                      | +32:29                       |                              |